# Eleanor the Great
Eleanor the Great is een Amerikaanse dramafilm uit 2025, geregisseerd door Scarlett Johansson in haar regiedebuut. De hoofdrollen worden vertolkt door June Squibb, Chiwetel Ejiofor, Jessica Hecht en Erin Kellyman.

## Verhaal
Eleanor, een negentigjarige vrouw, belandt na de dood van Bessie, haar onafscheidelijke metgezel van meer dan een halve eeuw, vanuit Florida in New York. Daar sluit ze een onwaarschijnlijke vriendschap met een negentienjarige student.

## Rolverdeling
| Acteur           | Personage           |
| ---------------- | ------------------- |
| June Squibb      | Eleanor Morgenstein |
| Chiwetel Ejiofor | Roger               |
| Jessica Hecht    | Lisa                |
| Erin Kellyman    | Nina                |
| Rita Zohar       | Bessie              |

## Productie
In september 2023 werd aangekondigd dat Scarlett Johansson haar filmregiedebuut zou maken met Eleanor Invisible, de oorspronkelijke naam van de film, naar een script van Tory Kamen. Johanssn regisseerde eerder de korte film These Vagabond Shoes.

### Filmopnames
De filmopnames gingen in februari 2024 van start en werden in april afgerond. Er werd onder andere gefilmd op Coney Island.

## Release
Eleanor the Great ging op 20 mei 2025 in première op het Filmfestival van Cannes in de Un certain regard-competitie.

## Prijzen en nominaties
De belangrijkste:
| Jaar | Prijs                   | Categorie              | Genomineerde(n)    | Uitslag     |
| ---- | ----------------------- | ---------------------- | ------------------ | ----------- |
| 2025 | Filmfestival van Cannes | Prix Un certain regard | Scarlett Johansson | Genomineerd |
| 2025 | Filmfestival van Cannes | Caméra d'or            | Scarlett Johansson | Genomineerd |